# Elis Anton Björkman
Elis Anton Björkman, född 23 januari 1870 i Vilhelmina församling, död 28 mars 1950 i Borgsjö församling, var en svensk präst.
Björkman var son till skräddaren Fredrik Fredriksson och Gertrud Brita Johansson. Fadern dog då Björkman var fyra år gammal och man hade det mycket fattigt. För att klara uppehället tvingades Björkmans mor sälja deras hem. Han konfirmerades vid 15 års ålder och hade sammanlagt gått i skolan i 12 veckor. Björkmans konfirmationslärare, Lars Dahlstedt, noterade Björkmans studiebegåvning och ordnade så att han fick börja vid Fjellstedtska skolan i Uppsala, där han tog mogenhetsexamen 1893. År 1895 avlade han teologisk-filosofisk examen och teoretisk-teologisk examen år 1898. Han prästvigdes 1899 och blev extra ordinarie kapellpredikant i Vilhelmina församling 1 januari 1902. Ett år senare, 1 januari 1903, utnämndes han till folkskoleinspektör i södra distriktet som då bestod av skoldistrikten i Sorsele, Vilhelmin och Tärna. Björkman utnämndes till kyrkoherde i Sorsele församling 1914 och till kyrkoherde i Borgsjö församling 1923.
Björkman var gift med Anna Carolina Johansson, med vilken han hade fyra barn och ett adoptivbarn. Makarna Björkman är begravda på Borgsjö gamla kyrkogård.